# Waldyr
Pour les articles homonymes, voir Guimarães (homonymie).
Walter Guimarães, ou plus simplement Waldyr (né le 17 mai 1913 - mort le 21 février 1979), est un footballeur brésilien.

## Biographie
Il participe notamment à la coupe du monde de 1934 et joue au poste de milieu de terrain, notamment dans le club du Botafogo FR dans les années 1930, avec qui il remporte les titres de champion de l'État de Rio en 1933 et 1934.
Il dispute six matchs sous les couleurs de la sélection brésilienne au cours de l'année 1934, mais aucune de ces rencontres n'est officielle.

## Sources
- (pt) Cet article est partiellement ou en totalité issu de l’article de Wikipédia en portugais intitulé « Walter Guimarães » (voir la liste des auteurs).